# Hohenschwangau

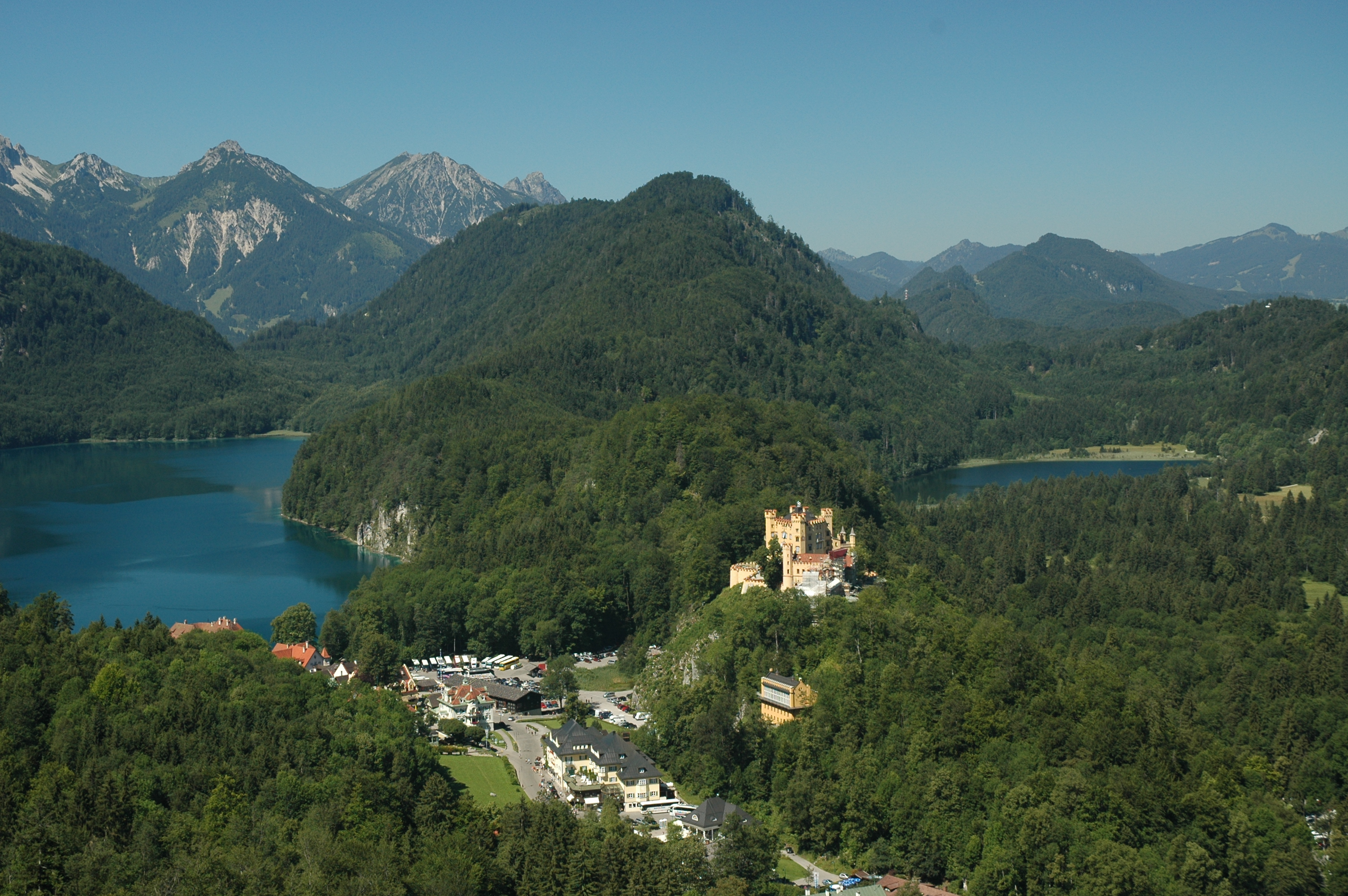
Satul la stânga, Castelul Hohenschwangau la dreapta, văzute de la Castelul Neuschwanstein

Hohenschwangau este un sat din comuna Schwangau, districtul Ostallgäu, landul Bavaria, Germania.

## Date geografice
Satul este situat în apropiere de orașul Füssen, fiind limitat la vest de lacul Alpsee. Aici se află castelele Neuschwanstein și Hohenschwangau. 
Satul Hohenschwangau este format în principal din hoteluri și depinde exclusiv de turism, fiind vizitat anual de aproximativ 2 milioane de turiști veniți să vadă cele două foste castele regale. Castelul Hohenschwangau este situat foarte aproape de localitate și se poate ajunge la el pe jos în aproximativ 15 minute sau cu ajutorul trăsurilor trase de cai. Celălalt castel, Neuschwanstein, este un pic mai departe de sat (la 30 minute de mers pe jos) și se poate ajunge acolo cu autobuzul sau cu trăsurile trase de cai. Neuschwanstein este situat în apropiere de defileul Pöllat surmontat de un pod (Marienbrücke) aflat la 90 de metri înălțime, de unde vizitatorii se pot bucura de o priveliște minunată asupra castelului și munțiilor din Bavaria. Din sat se poate urca pe un cablu (830 de metri - 1730 m) pe Muntele Tegelberg, care domină întreaga zonă de castele.
Satul este alcătuit din parcări auto, restaurante, pensiuni, hoteluri și magazine de suveniruri.

## Imagini

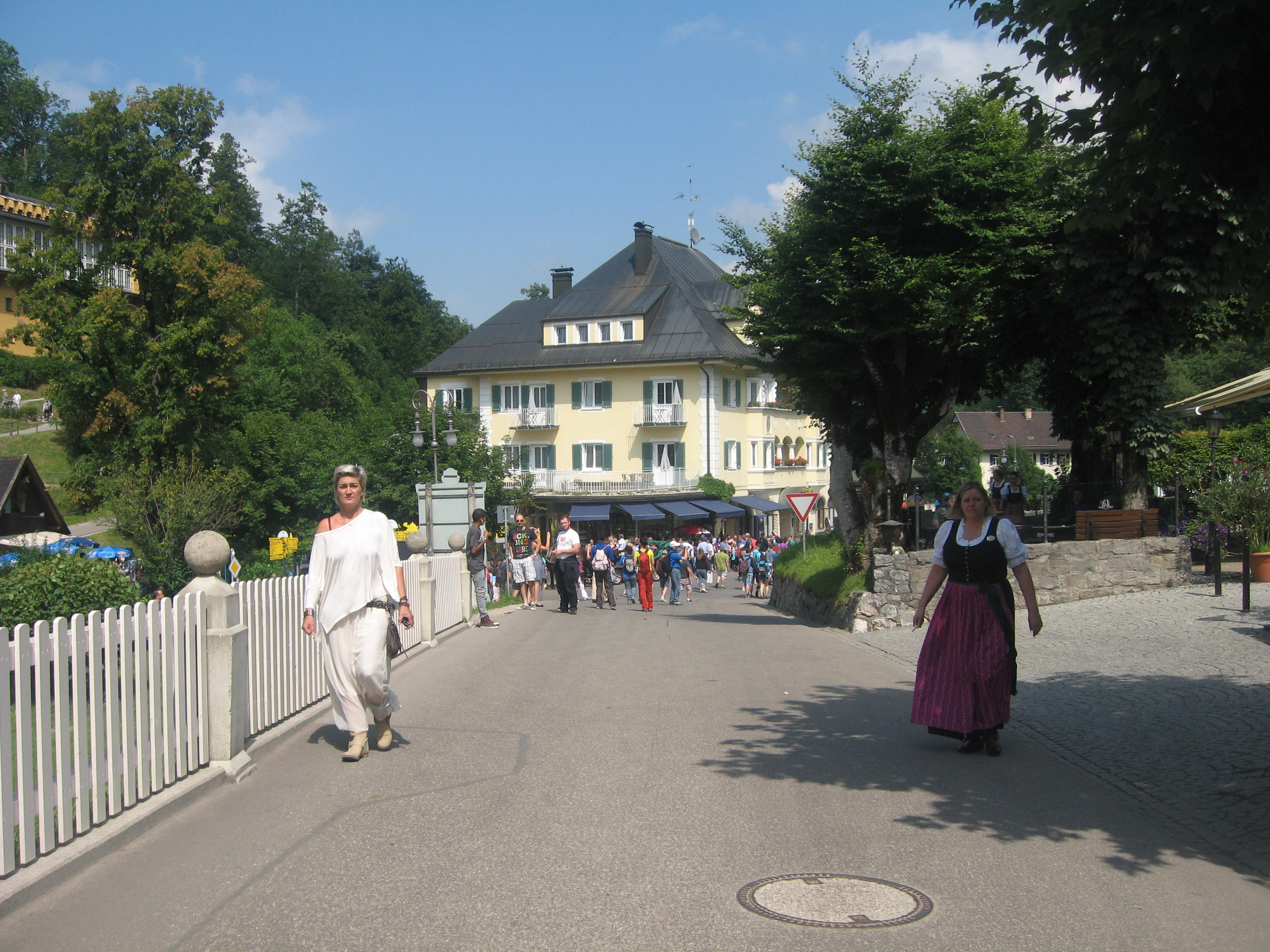
Hohenschwangau
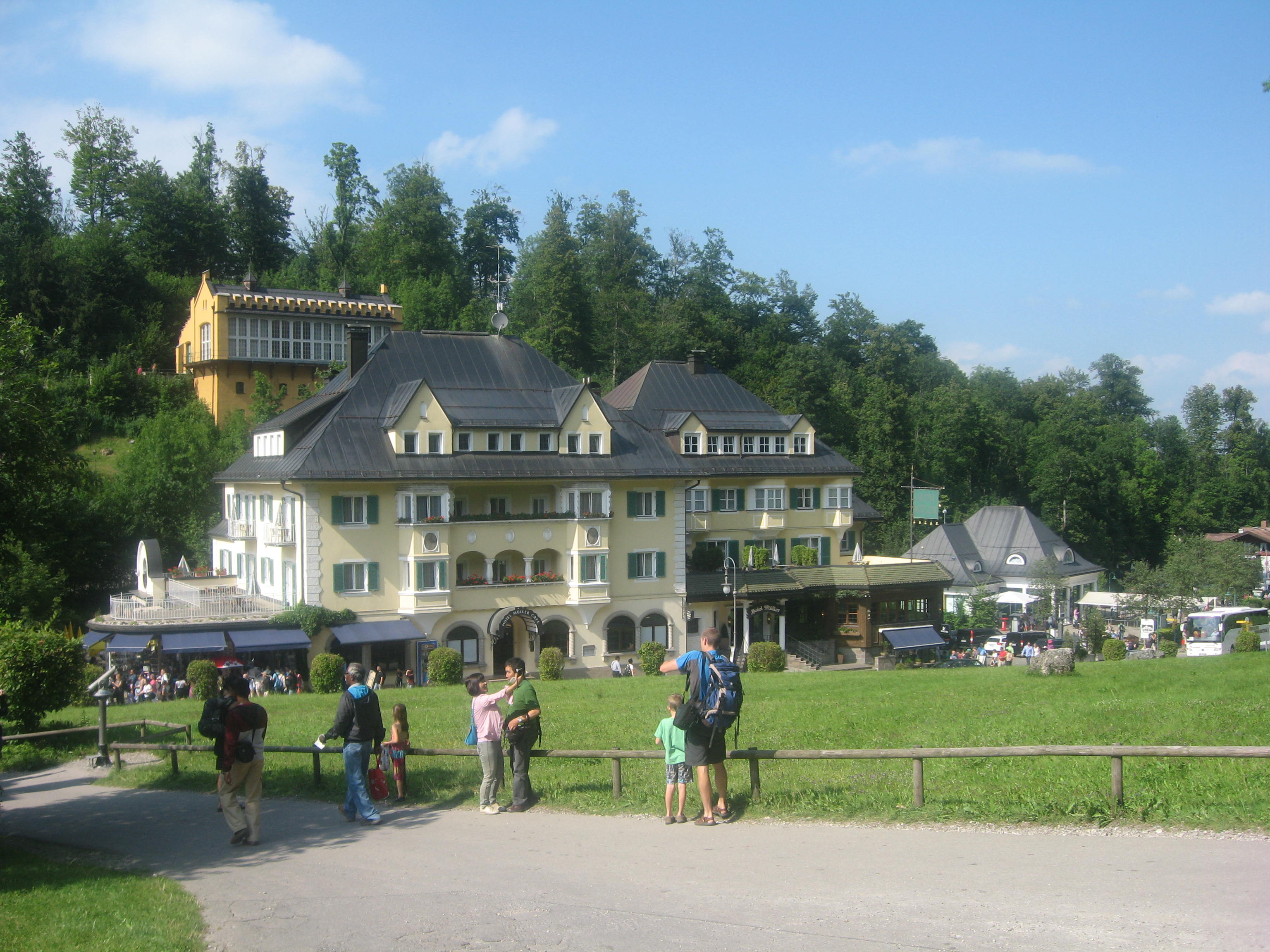
Hotelul Müller
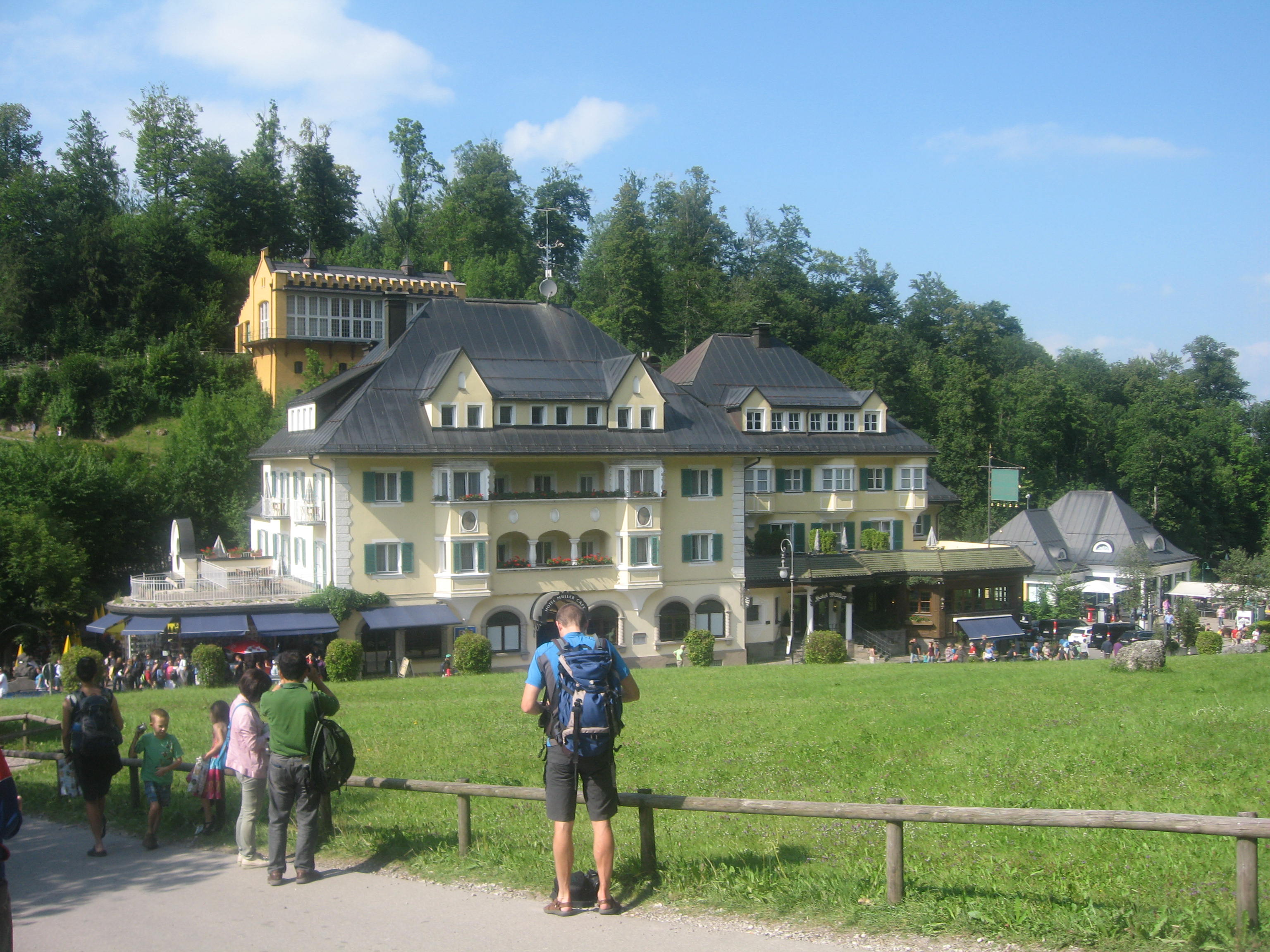
Hotelul Müller
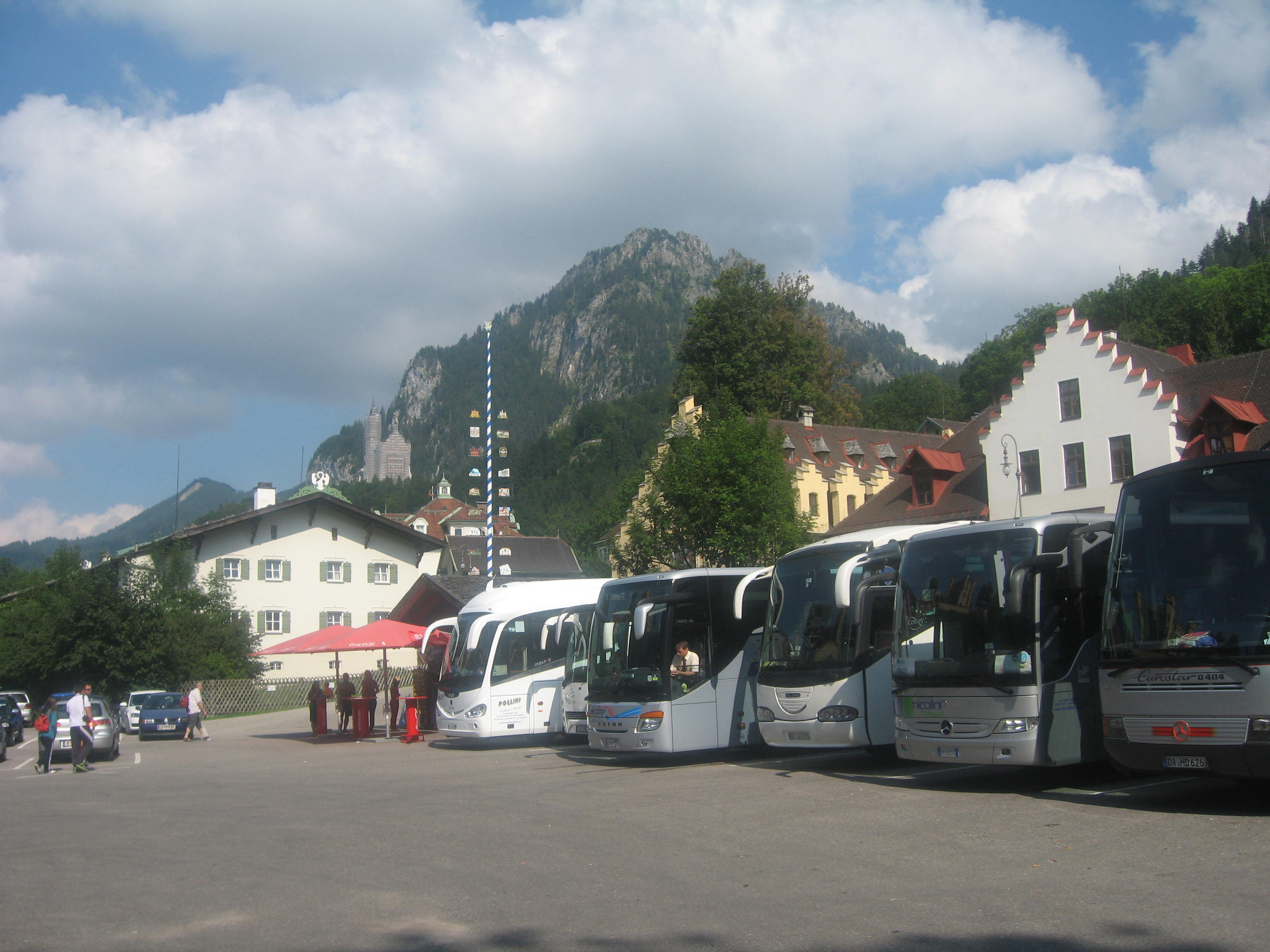
Castelul Neuschwanstein pe un pinten al muntelui Tegelberg
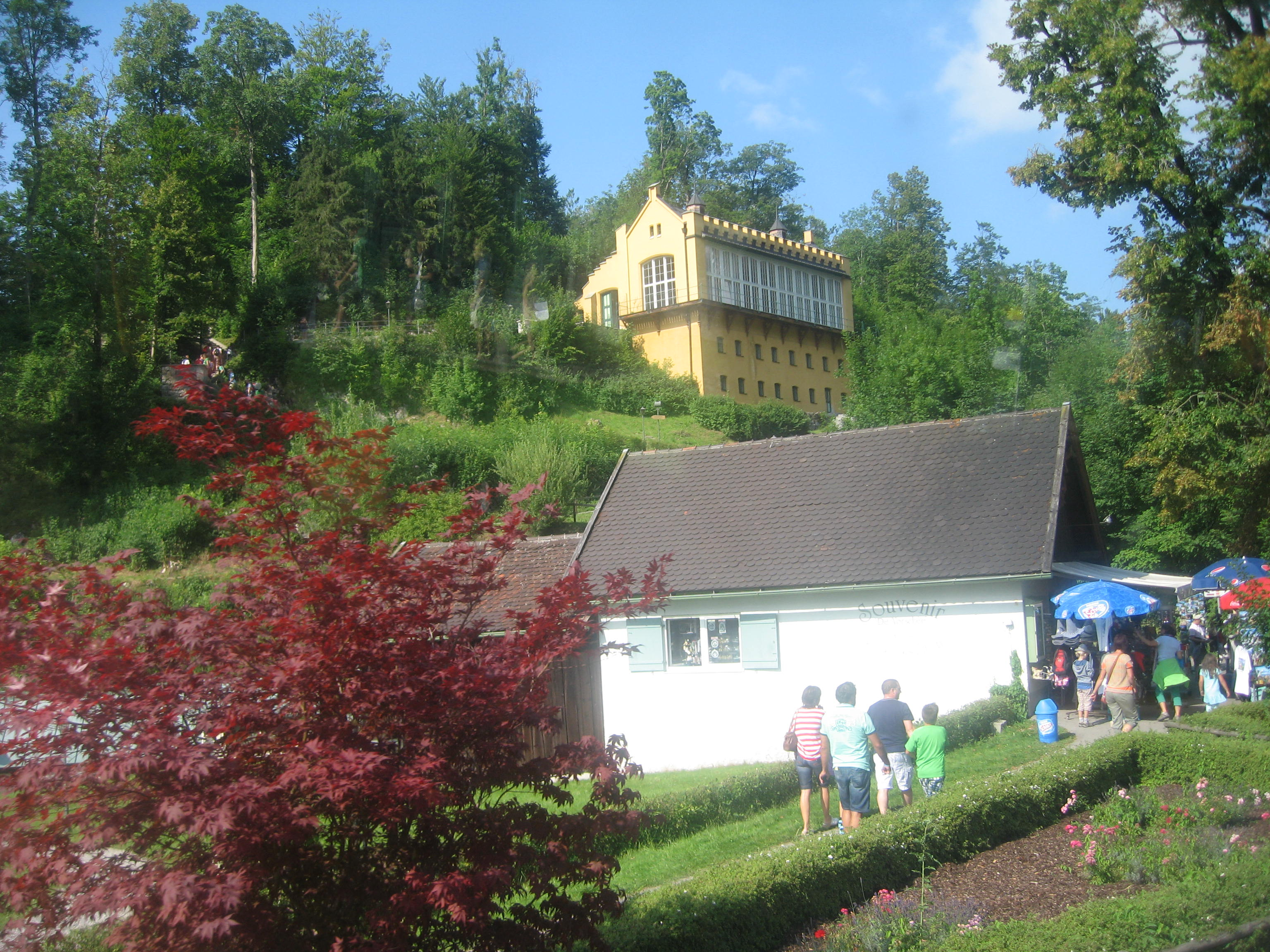
Magazin de suveniruri